# Convenzione europea sulla violenza e i disordini degli spettatori durante le manifestazioni sportive, segnatamente nelle partite di calcio
La Convenzione europea sulla violenza e i disordini degli spettatori durante le manifestazioni sportive, segnatamente nelle partite di calcio è un accordo internazionale elaborato dopo la strage dell'Heysel quando, durante la finale della Coppa dei Campioni disputata a Bruxelles nel 1985 tra Liverpool e Juventus, il panico scatenato dagli hooligans all'interno dello stadio provocò la morte di 39 persone e il ferimento di altre 600.
La Convenzione, redatta sotto l'egida del Consiglio d'Europa, fu firmata a Strasburgo il 19 agosto 1985.
Attualmente è stata ratificata da 42 Paesi.

## Scopo
Con la Convenzione le Parti s'impegnano a cooperare tra di loro ed a favorire la cooperazione tra le loro organizzazioni sportive per prevenire e controllare la violenza degli spettatori.
Alcune misure sono esplicitamente previste a tale scopo. Si tratta della stretta cooperazione tra le forze di polizia interessate, la condanna dei contravventori e l'applicazione di sanzioni adeguate, il rigoroso controllo della vendita dei biglietti, la limitazione della vendita di alcolici, adeguate costruzioni e strutture negli stadi per impedire la violenza e permettere un efficiente controllo della folla e della sua sicurezza.
Un Comitato permanente istituito dalla Convenzione ha in particolare il potere di indirizzare raccomandazioni alle Parti sulle misure da prendere.